# Pandanus punctatus
Pandanus punctatus är en enhjärtbladig växtart som beskrevs av Harold St.John. Pandanus punctatus ingår i släktet Pandanus och familjen Pandanaceae. Inga underarter finns listade.